# Hanbury Hall
Pour les articles homonymes, voir Hanbury.
Hanbury Hall est une grande maison seigneuriale du XVIIIe siècle située dans un parc à Hanbury, dans le Worcestershire. La façade principale a deux étages et est construite en briques rouges dans le style Queen Anne. Il s'agit d'un bâtiment classé Grade I, et les gammes de pavillons associés de l'Orangerie et de la Longue Galerie sont classées Grade II *. Il est géré par le National Trust et est ouvert au public.

## Histoire

### XVIIIesiècle
Hanbury Hall est construit par le riche avocat de la chancellerie Thomas Vernon au début du XVIIIe siècle. Thomas Vernon est l'arrière-petit-fils du premier Vernon à venir à Hanbury, Worcestershire, le révérend Richard Vernon (1549-1628). Le révérend Richard et ses descendants ont lentement accumulé des terres à Hanbury, notamment le manoir, acheté par Edward Vernon en 1630, mais c'est Thomas, grâce à sa pratique juridique réussie, qui agrandit les domaines, qui atteignent près de 8 000 acres (3 237,485136 ha) à l'époque de son successeur Bowater Vernon.
On pense que Hanbury Hall se trouve sur le site de l'ancien manoir, Spernall Hall, et Thomas Vernon se décrit pour la première fois comme «de Hanbury Hall» en 1706, et cela et d'autres preuves conduisent à une date d'achèvement probable d'environ 1706. La date de 1701 au-dessus de la porte d'entrée est considérée comme un embellissement victorien, mais aucun compte de construction n'est connu.
Bien que Hanbury Hall semble être d'un style très uniforme, le mur arrière est clairement d'un style différent et plutôt antérieur, et peut marquer la première phase d'une campagne de construction lorsque Thomas Vernon et sa femme Mary entrent en possession de Spernall Hall en 1692 lorsque son oncle célibataire John Vernon meurt.
Le plan original du manoir comporte un grand hall central non divisé avec l'escalier principal qui y mène, avec de nombreuses pièces plutôt petites dans les pavillons d'angle et la façade nord - la façade sud est principalement réservée aux pièces de service. L'historien du Worcestershire du XVIIIe siècle, Treadway Russell Nash (en), dans ses Collections pour l'histoire du Worcestershire, écrit: «Voici une grande et belle maison construite par le conseiller Vernon vers 1710, alors qu'un mauvais style d'architecture prévalait; de nombreuses fenêtres et portes, de petites pièces, de nombreux placards, peu de caves voûtées, de grandes écuries et des bureaux bien en vue, sont des marques de cette époque ». 
Lorsque l'héritière Emma Vernon (1754-1818) épouse Henry Cecil (1er marquis d'Exeter) en 1776, Cecil est clairement du même avis, car il remodèle l'intérieur (autre que la grande salle) en créant des pièces plus grandes et en agrandissant le pavillon nord-est. Sur la façade sud, après avoir supprimé une porte, il repositionne toutes les fenêtres pour qu'elles se trouvent sous leur équivalent du premier étage. Du côté sud, il y a de grands jardins à la française, clairement indiqués dans le dessin en perspective de Dougharty contenu dans les cartes du domaine des années 1730, et Cecil les suppriment et aménage le parc à la mode de l'époque - il aurait eu des contacts avec Capability Brown lorsqu'il travaille par son oncle, le 9e comte d'Exeter, à Burghley House.

### XIXesiècle

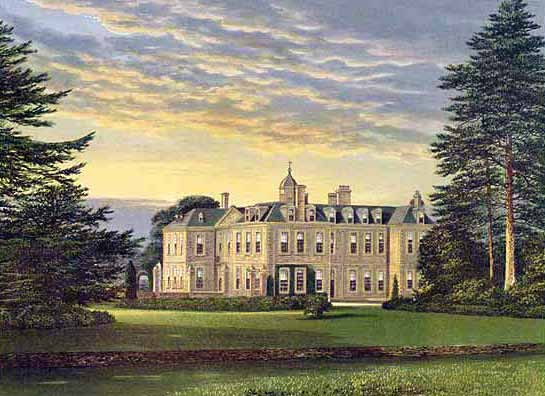
Hanbury Hall vers 1880

Après le divorce d'Henry et d'Emma en 1791, tout le contenu est vendu et la maison reste vide jusqu'à la mort d'Henry en 1804, lorsqu'Emma et son troisième mari, John Phillips, peuvent en reprendre possession. Comme la maison est restée inoccupée pendant si longtemps, de nombreuses réparations doivent être effectuées à cette époque. Emma est décédée en 1818 et laisse son cousin germain, Thomas Shrawley Vernon (1759-1825), comme héritier de sa succession après la mort de son mari John Phillips. Phillips se remarie et a deux filles à Hanbury avant de finalement déménager en 1829. Dès lors, le fils aîné de l'héritier d'Emma, Thomas Tayler Vernon (1792-1835), peut l'occuper. Son petit-fils Harry Vernon (1er baronnet) (en) (1834-1920) député, est créé 1er baronnet de Hanbury en 1885.

### 20e siècle

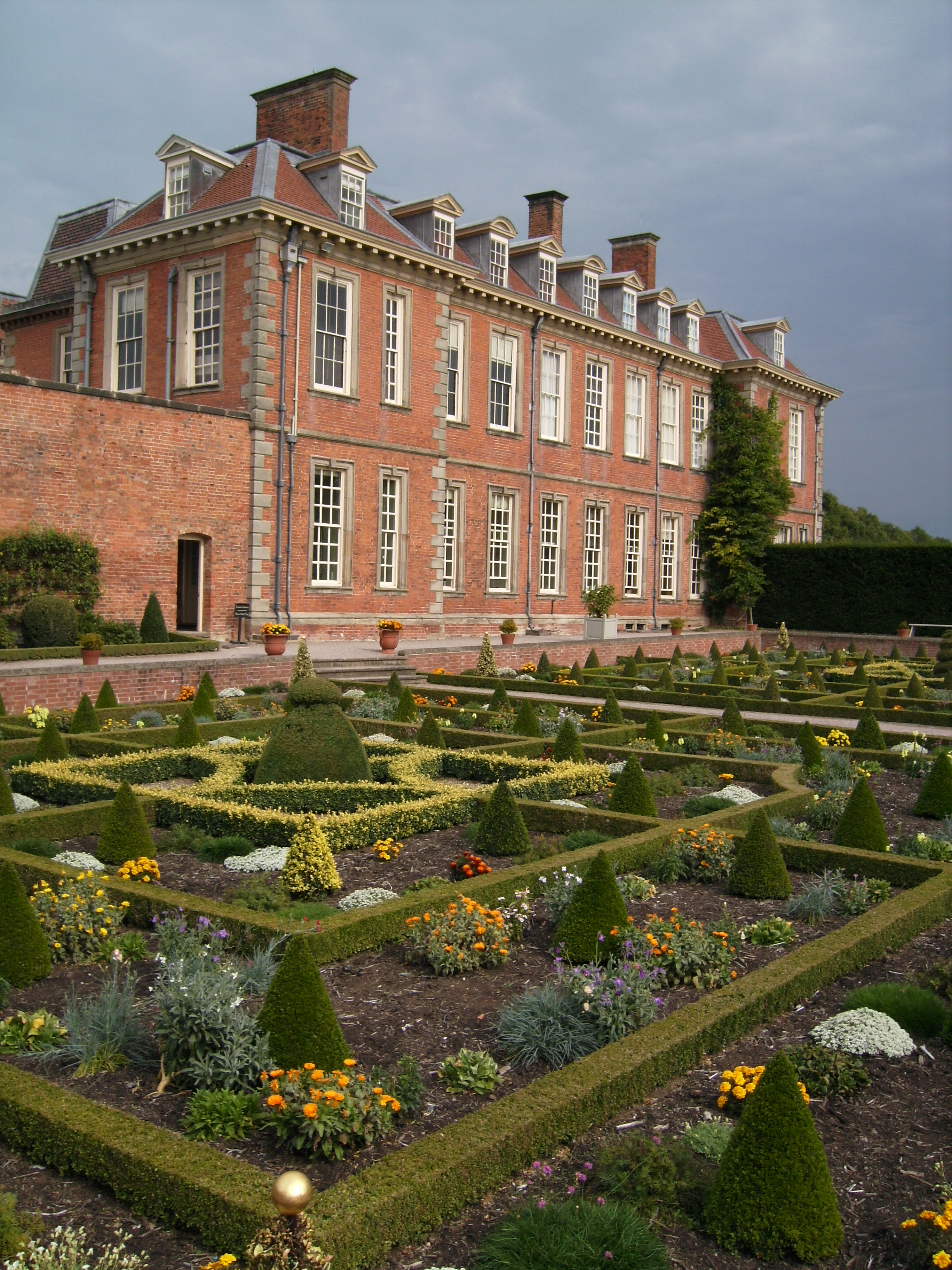
L'arrière du manoir, vue à travers le parterre

Harry Vernon est remplacé par son fils Sir (Bowater) George Hamilton Vernon (1865–1940), 2e baronnet. Sir George a une vie malheureuse, se séparant de sa femme Doris et passant ses 10 dernières années à vivre avec sa secrétaire et compagne Ruth Horton, qui change ensuite son nom en Vernon. Pendant ce temps, la dépression agricole entraîne une réduction des revenus locatifs et Hanbury Hall souffre d'un manque d'entretien.
En mauvaise santé, Sir George Vernon se suicide en 1940. Il n'y a plus d'héritiers et la baronnie s'est éteinte. L'ex-épouse de Sir George peut réemménager après sa mort, y mourant en 1962.

### Fiducie nationale
Les négociations conduisent le National Trust à obtenir la réversion, et après avoir effectué des réparations essentielles à la mort de Lady Vernon, le manoir est loué à des locataires et ouvert au public de manière restreinte. Ces dernières années, le manoir est géré de manière plus commerciale et est désormais ouverte tous les jours.

## Maison
La maison principale est de style Queen Anne et a deux étages plus un grenier. Il a une maçonnerie en pierre de taille rouge flamande, avec un toit en croupe en tuiles et de grandes cheminées en briques. La maison principale est classée par English Heritage le 29 décembre 1952 et est un bâtiment classé Grade I.

### Peintures

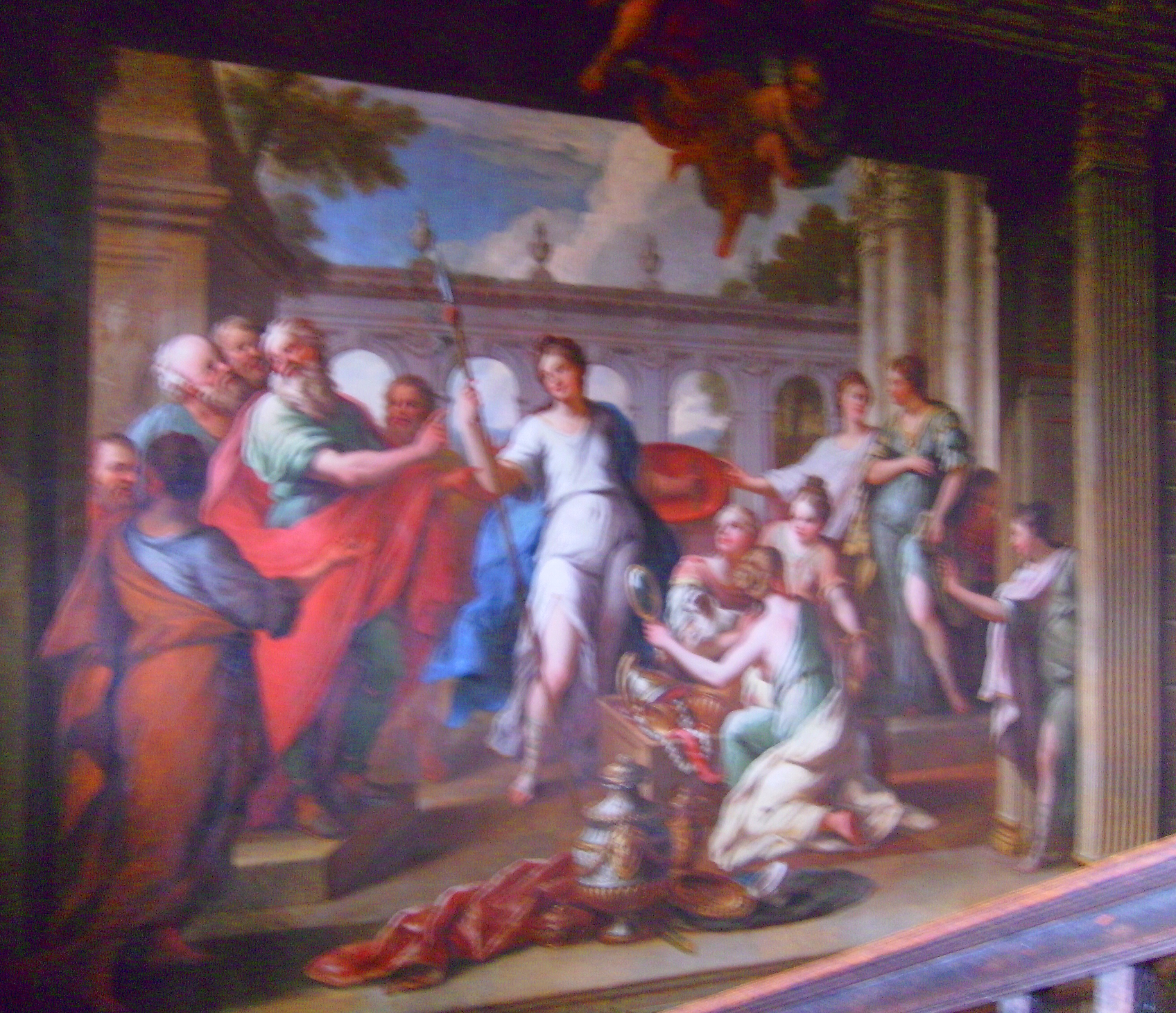
Ulysse retrouve Achille parmi les filles de Lycomède. Cette peinture murale de Thornhill commande l'escalier principal.

Une caractéristique notable de Hanbury Hall est la peinture de l'escalier, du plafond du hall et d'autres pièces par le peintre anglais Sir James Thornhill. Ils comprennent une petite représentation du révérend Henry Sacheverell jeté aux furies - cela se rapporte à un incident survenu en 1710 lorsque Sacheverell, un conservateur, est jugé pour sédition par le gouvernement Whig, et date les peintures de cette année. Les peintures autour de la cage d'escalier se concentrent sur la vie du héros grec Achille, racontée par une série de sources classiques. Ils sont surmontés d'une grande représentation des dieux olympiens au plafond.

### Galerie longue

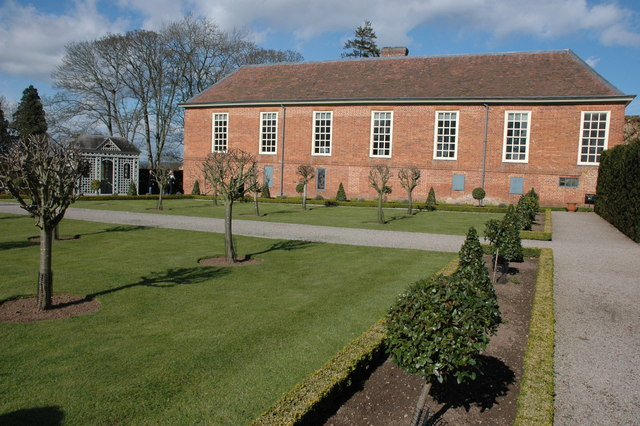
La longue galerie au nord-ouest de la chaîne principale.

Le pavillon Long Gallery est située à environ 30 yards (27,432 m) au nord-ouest du hall. Il est répertorié avec un mur attenant le 14 mars 1969 et est de grade II *. 

## Jardins

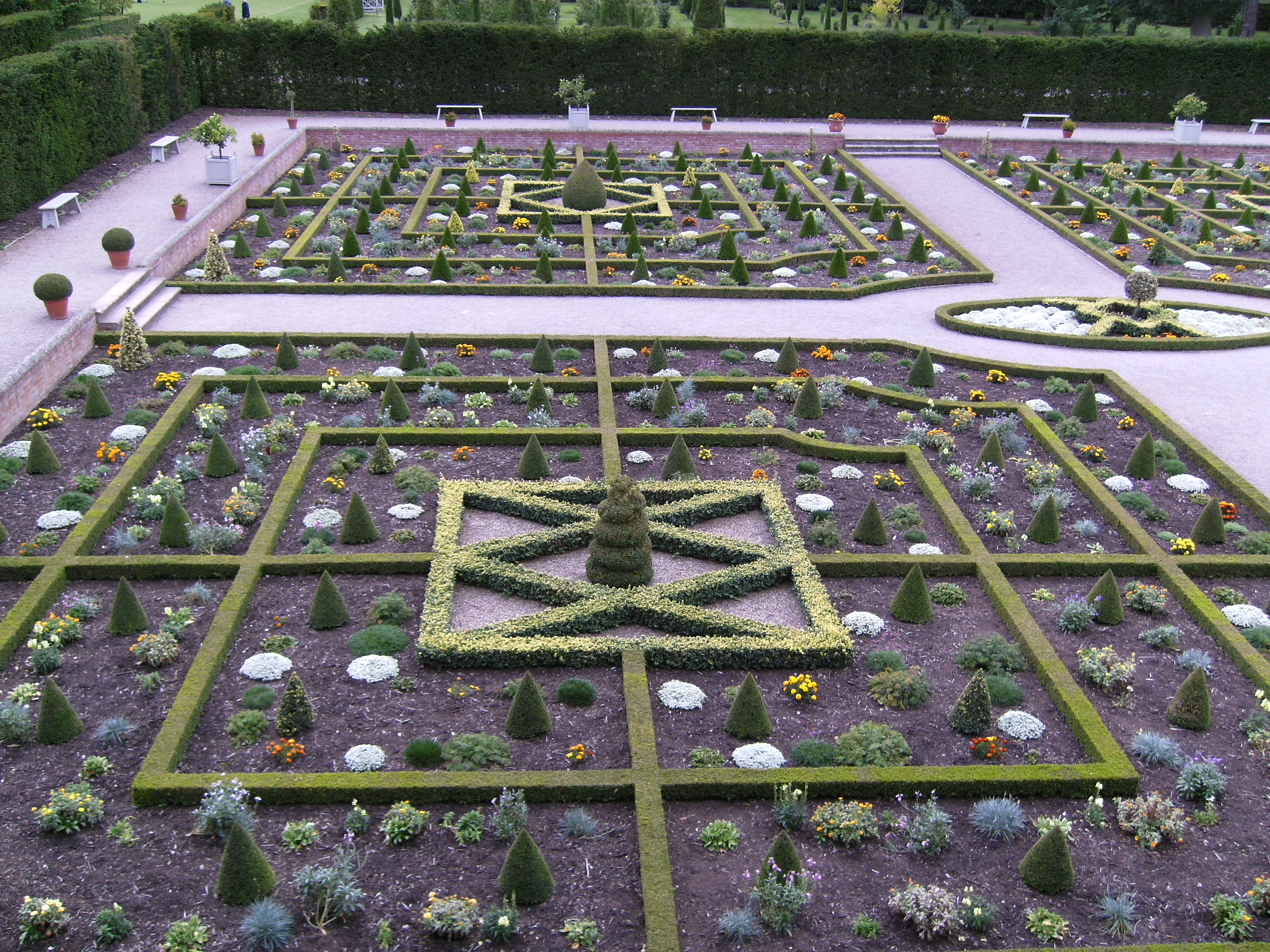
Le parterre, vu d'une fenêtre du premier étage de la salle.

George London conçoit les jardins à la française d'origine en 1705, fortement influencés par les jardins du palais Het Loo et du château de Versailles. À la fin du XVIIIe siècle, ils sont supprimés pour être remplacés par des espaces ouverts. 
Les jardins à la française sont recréés dans les années 1990, en utilisant les plans originaux de 1705 ainsi que des dessins ultérieurs. Ils sont officiellement rouverts le 28 juillet 1995. 

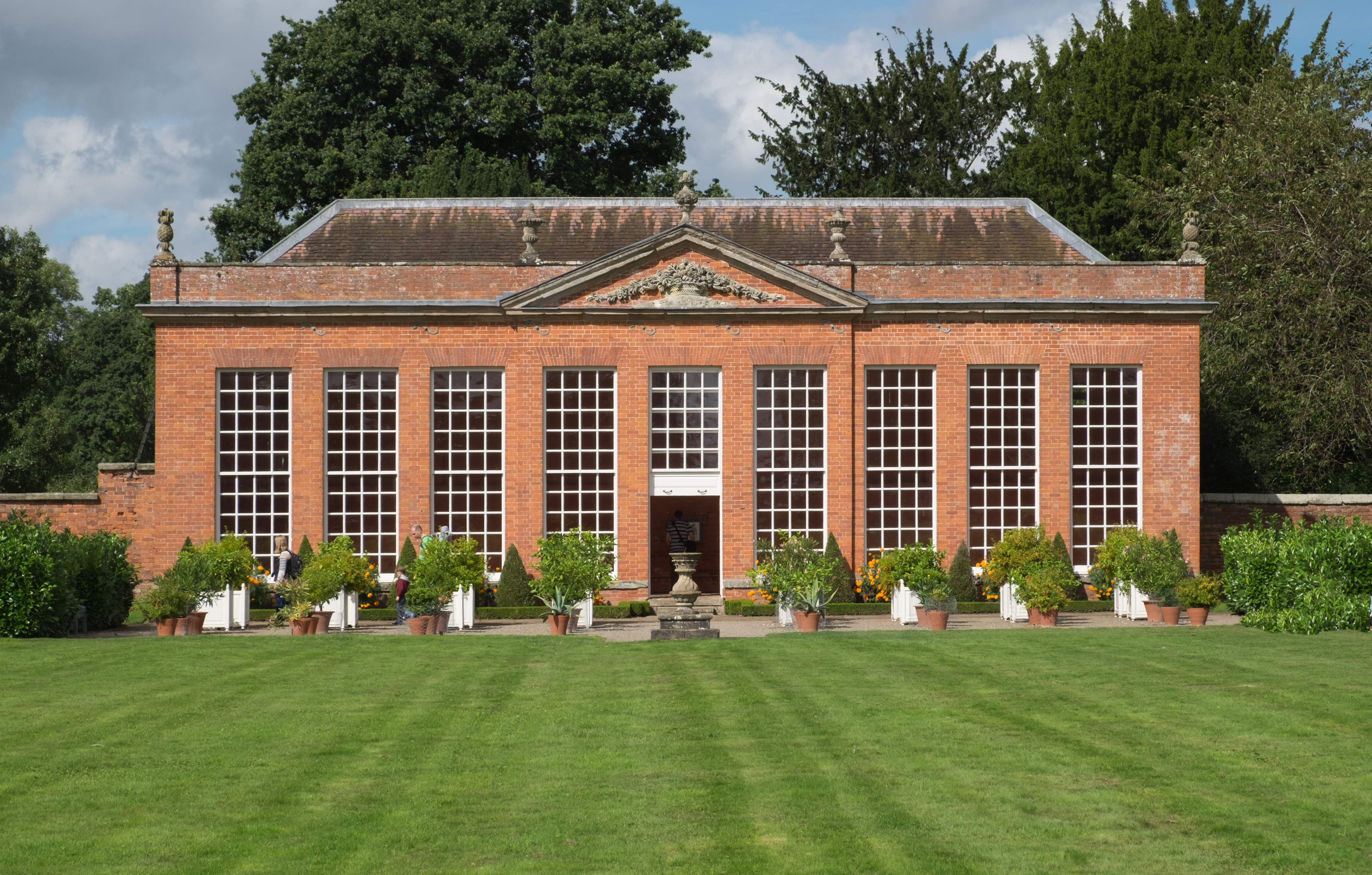
L'orangerie et la champignonnière dans les jardins au sud-ouest de la plage principale.

L'Orangerie est à environ 120 yards (109,728 m) à l'ouest du manoir, et est construit vers 1750. Le bâtiment rectangulaire d'un étage a une maçonnerie en pierre de taille rouge flamande, avec un toit en croupe de tuiles derrière un parapet. L'élévation principale est orientée au sud et comporte neuf séries de fenêtres, dont les trois centrales sont avancées et surmontées d'un fronton, contenant une corbeille de fruits sculptée ainsi que des fleurs et des couronnes. Le parapet a des finales d'urne et d'ananas. L'intérieur du bâtiment a un sol carrelé. L'Orangerie, ainsi que les murs attenants, ont été classés le 14 mars 1969 et sont désormais classés Grade II *. 